# Great Wall Airlines
Great Wall Airlines war eine chinesische Frachtfluggesellschaft mit Sitz in Shanghai in der Volksrepublik China.

## Geschichte
Die Gesellschaft war ein Joint Venture der Beijing Aerospace Satellite Application Corporation, Singapore Airlines Cargo und der Dahlia Investments Pte Ltd aus Singapur. Im März 2010 übernahm China Eastern Air Holding Company von der Beijing Aerospace Satellite Application Corporation einen Anteil von 51 % an der Fluggesellschaft. Im Frühjahr 2011 wurde Great Wall Airlines mit den Frachtaktivitäten von China Eastern und Shanghai Airlines Cargo zu China Cargo Airlines zusammengelegt.

## Flotte
Mit Stand September 2010 bestand die Flotte aus drei Flugzeugen:
- 3 Boeing 747-400F